# Krakovská Bělá

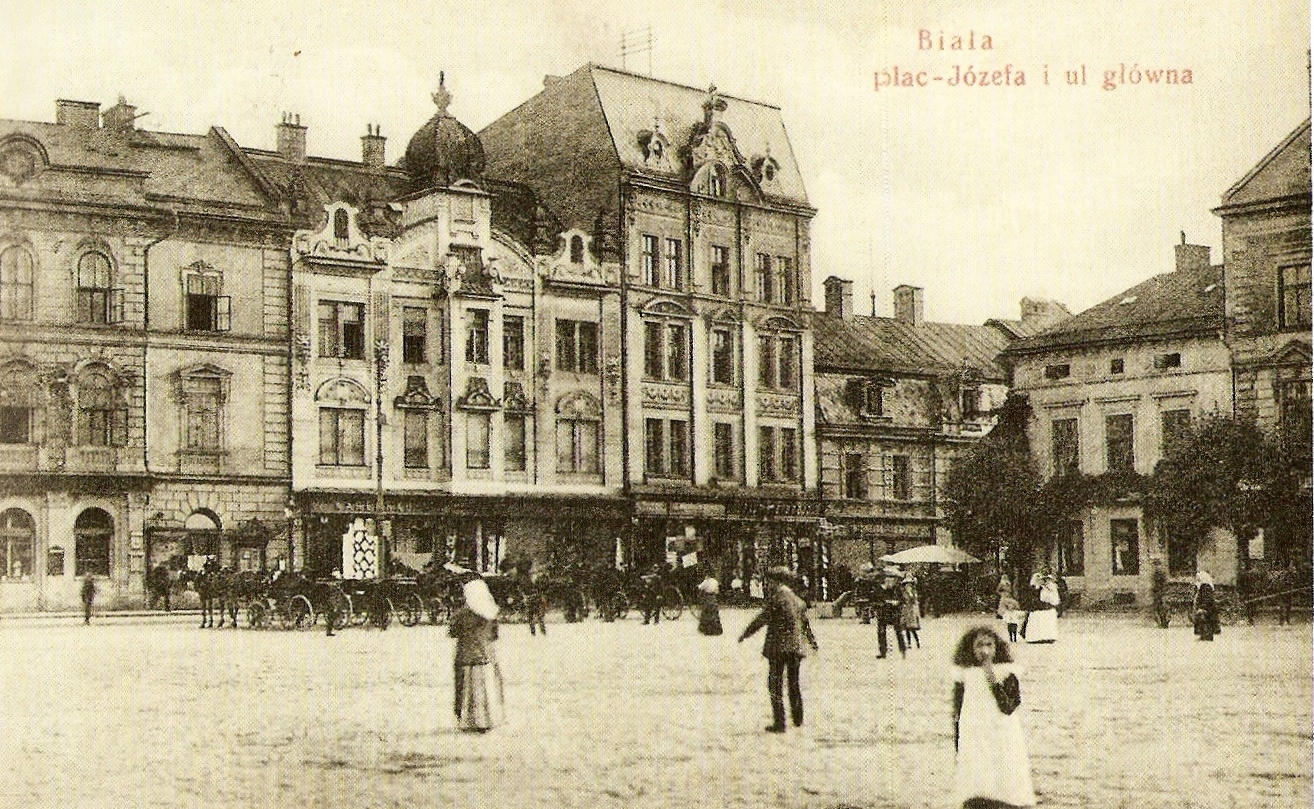
Náměstí v Bělé na pohlednici z roku 1910

Krakovská Bělá (do 1925 jen Bělá, polsky Biała (Krakowska), německy (Krakauer) Biala) je bývalé město v Osvětimsku, které 1. ledna 1951 bylo sloučeno se těšínským Bílskem v jeden správní celek s názvem Bílsko-Bělá.
Bělá vznikla kolem roku 1560 jako osada tkalců a spadala pod správu obce Lipník – hraniční obce Polského království (za řekou Bělou, od níž je odvozen název osady, se již rozkládalo Těšínské Slezsko, země Koruny české). Osamostatnila se roku 1613 a 9. ledna 1723 obdržela městská práva z rukou krále Augusta II. Silného. Po připojení k Habsburské monarchie (Halič) roku 1772 se začala sbližovat s protibřežním Bílskem. Ve druhé polovině 19. století obě města tvořila už jeden hospodářský, společenský a urbanistický celek. O jejich sloučení se uvažovalo poprvé roku 1872.
Bělá byla součástí německého jazykového ostrova. Podle sčítání lidu v roce 1910 76,4 % obyvatel hovořilo německy. Přesto aktivně tady působilo polské národní hnutí.
Roku 1925 přičleněno k Bělé Lipník, čímž vznikla tzv. „velká Bělá“. Město bylo tehdy pro rozlišení od desítek jiných polských obcí (po pádu Rakouska-Uherska připadlo právě Polsku) oficiálně přejmenováno na Krakovskou Bělou. Se sousedním Bílskem spojila ji poprvé německá správa v roce 1939. Po válce města byla opětovně rozdělena a o šest let později definitivně znovusloučena.
Současně pojem Bělá je hovorově používán na označení pravobřežní části městského centra Bílska-Bělé, tedy historického jádra bývalého města (bílští říkají „kostel v Bělé“, „na náměstí v Bělé“ apod.), nikoliv celého jeho někdejšího území.